# Vrijbuiters (televisieserie)
De Vrijbuiters (oorspronkelijke titel Freewheelers) is een Britse televisieserie  over drie tieners die het opnemen tegen allerlei misdadigers en spionnen. In Engeland werd de serie uitgezonden door ITV. Southern Television produceerde acht seizoenen voor deze Britse commerciële zender. Er werden in totaal 104 episoden gemaakt van 30 minuten. De serie werd in Engeland uitgezonden tussen 1968 en 1973. In Nederland werd de eerste episode op 29 september 1968 vertoond door de NTS.
De titelmelodie is 'Teenage Carnival' van de niet-gecrediteerde Keith Mansfield. De eindmelodie is van Laurie Johnson (bekend van het thema voor de Wrekers (The Avengers) genaamd 'Private Eye'.

## Verhaal
De Vrijbuiters zijn een groepje tieners (twee jongens en een meisje) die zijn gerekruteerd door een kolonel van de Britse geheime dienst. De groep loopt voortdurend tegen allerlei complotten aan. In de eerste drie series zijn dat met name complotten van de ex-nazi-generaal Von Gelb, gespeeld door Geoffrey Toone. Von Gelb, die overigens uiterst correct Engels spreekt, lijkt voortdurend bezig om alsnog Engeland onder een naziregime te brengen. (Zijn naam lijkt ook te verwijzen naar Fall Gelb, het operatieplan van nazi-Duitsland voor de aanval op West-Europa in mei 1940). Von Gelb heeft een privéleger en werkt met allerlei uitvindingen als bijvoorbeeld een slaapgas. Zijn hoofdkwartier is op het schip "Brunhilde" (in werkelijkheid het schip The Southerner van Southern TV).
Later in de serie verdwijnt Von Gelb meer naar de achtergrond, en nemen andere schurken zijn plaats in.

## Productie
De serie is geschreven door schrijver/producent Chris McMaster. Zoals hij in een interview zei, moest elke reeks beginnen met een "erg onwaarschijnlijke spannende situatie", die gedurende het verhaal op een logische en realistische manier werd uitgewerkt. Een techniek die ook bij de serie 'The Avengers' ('De Wrekers') werd toegepast.
McMaster wilde dat de hoofdrolspelers jonge mensen waren maar geen kinderen. De oorspronkelijke helden waren Bill Cowan (Tom Owen), Terry Driver (Mary Maude) en Chris Kely (Gregory Phillips).
In de derde aflevering van het eerste seizoen ontmoeten de helden iemand die een vaste rol zou spelen in de hele serie: MI6 agent Colonel Buchanan, gespeeld door Ronald-Leigh Hunt. De producent maakte dankbaar gebruik van de nabijheid van de marinebasis in Southampton. De Marine leende regelmatig helikopters of een duikboot uit voor vaak live opgenomen video-opnamen. Ook het ITV reportageschip The Southerner werd ingezet. Beide zijkanten werden in andere kleuren geverfd zodat de boot een dubbelrol kon spelen - afhankelijk van welke kant gefilmd werd.
De Vrijbuiters is vanaf het vierde seizoen in kleur opgenomen (april 1970). Enkele van de jonge hoofdrolspelers werden gewisseld. Chittell was vertrokken en werd vervangen door Adrian Wright in zijn rol als Mike en Wendy Padbury als Sue. (Wendy is beter bekend als Zoe in een serie van Dr. Who).
Toen de serie aan Duitsland werd verkocht, moest Von Gelb het veld ruimen als primaire antagonist. De acteur was teleurgesteld: hij had net een nieuwe auto gekocht onder de aanname zijn rol te kunnen voortzetten. Andere misdadigers nemen zijn plaats in, zoals de vrouwelijke Colonel Aristides, professor Nero en de stoethaspelige boeven Ryan en Burke.
De serie oogt als een James Bondfilm en is gevuld met veel actie (achtervolgingen, gevechten en explosies) en leunde zwaar op televisieseries als The Avengers (de Wrekers) en The Man from Uncle, die bestemd waren voor een meer volwassen publiek. De producenten richtten zich met name op de leeftijdsgroep 9-13 en probeerden zowel jongens als meisjes aan te spreken door steeds twee jongens en een meisje te laten optreden. De plots zijn wat ongeloofwaardig maar dat kon de doelgroep weinig schelen. De serie werd erg populair in zowel Engeland als in andere Europese landen. Een klein deel van seizoen 6 werd in Nederland gefilmd (Amsterdam), veel rondom Cornwall en Jersey.
Na zeven seizoenen eindigde de serie in 1973. Nadien werd er niet erg zorgvuldig met het beeldmateriaal omgesprongen en zijn er heel wat afleveringen verloren gegaan. Ondanks de populariteit gaf Southern TV toch opdracht de eerste vijf seizoenen te wissen omdat ze weinig herhalingspotentieel zag. De film editor Michael Womersley heeft echter filmprints van het eerste seizoen en de eerste aflevering van het tweede seizoen gered. Seizoenen 3 t/m 5 worden nog steeds gemist. Seizoenen 6 t/m 8 zijn inmiddels op dvd uitgebracht door Reknown Productions in 2009.

## Hoofdrollen
- Jill Rowles - Caroline Ellis
- Colonel Buchan - Ronald leigh-Hunt
- Bill Cowan - Tom Owen
- Terry Driver - Mary Maude
- Von Gelb - Geoffry Toone
- Chris Kelly - Gregory Phillips
- Nick Carter - Chris Chittell
- Mike - Adrian Wright
- Steve - Leonard Gregory
- Sue - Wendy Padbury
- professor Nero - Jerome Willes
- Ryan - Richard Shaw
- Burke - Michael Ripper

## Medewerkers
- Cameraman - Stanley Brehaut
- Opnameregisseur - John Biddle
- Editor - Michael Womersley
- Producent - Chris McMaster
- Muziek - Keith Mansfield, Laurie Johnson, Richard Wagner

## Boeken
- The Sign of the Beaver - Alan Fennell, uitgave Piccolo/TV Times